# Act of Love
Act of Love (Brasil: Mais Forte que a Morte / Portugal: Um Gesto de Amor) é um filme americano de 1953 do gênero drama romântico dirigido por Anatole Litvak e estrelado por Kirk Douglas e Dany Robin. Baseado no romance The Girl on the Via Flamina de Alfred Hayes.